# Lương Xuân Trường
Lương Xuân Trường, né le 28 avril 1995 à Tuyên Quang au Viêt Nam, est un footballeur international vietnamien, qui évolue au poste de milieu central dans le club de V.League 1 Hồng Lĩnh Hà Tĩnh.

## Biographie

### Débuts et formation
Né le 28 avril 1995 à Tuyên Quang, dans la province de Tuyên Quang. Deuxième enfant de Lương Bách Chiến, ouvrier de Tuyên Quang Power Company, ancien footballeur amateur, et il a une grande sœur. Il est intéressé par le football depuis son enfance, vers l'âge de cinq ans.
En 2007, lors d'une compétition à Hanoï, avec l'équipe de la province de Tuyên Quang des moins de 13 ans. Son équipe se trouvait dans le même hôtel avec les recruteurs du HAGL - Arsenal JMG. Il passe les essais et est accepté dans l'Académie.
En novembre 2012, avec Nguyễn Công Phượng, Nguyễn Tuấn Anh et Trần Hữu Đông Triều sont les quatre joueurs de l'Académie qui ont reçu une invitation de s'entrainer avec l'équipe anglaise d'Arsenal FC des moins de 17 ans.

### Hoàng Anh Gia Lai
En 2015, Xuân Trường est promu en équipe première. Il est le nouveau capitaine de l'équipe première.
Il fait ses débuts en V.League 1 le 4 janvier 2015 lors de la 1re journée du championnat contre Sanna Khánh Hòa. Il inscrit son premier but durant cette rencontre (victoire 4-2 du HAGL).
En février, il se blesse lors de la septième journée du championnat contre le XSKT Cần Thơ une blessure de 4 mois. En juin, il fait son retour lors de la treizième journée contre Becamex Bình Dương.
Il termine la saison 2015 avec un but en dix-huit apparitions.

### Prêt à l'Incheon United
Le 28 décembre 2015, il est prêté sans option d’achat au club sud-coréen de l'Incheon United pour une durée de deux ans en K League Classic,. Il est devenu le premier joueur vietnamien à jouer en K League.
Le 23 mai 2016, il fait ses débuts pour Incheon United en K League contre le Gwangju FC. Il commence la rencontre comme titulaire, et sort du terrain à la 59e minute de jeu, en étant remplacé par Kim Dae-kyung. Le match se solde par une défaite 1-0 d'Incheon.

### Carrière internationale
Lương Xuân Trường compte 35 sélections avec l'équipe du Viêt Nam depuis 2016.
En mars 2016, il est convoqué pour la première fois en équipe du Viêt Nam par le sélectionneur national Nguyễn Hữu Thắng, pour les matchs des éliminatoires de la coupe du monde 2018 contre Taïwan et l'Irak.
Le 24 mars 2016, il honore sa première sélection contre Taïwan en lors d'un match des éliminatoires de la coupe du monde 2018.

## Statistiques
| Saison                | Club                  | Championnat           | Championnat | Championnat | Coupe(s) nationale(s) | Coupe(s) nationale(s) | Vietnam | Vietnam | Total | Total |
| Saison                | Club                  | Division              | M.          | B.          | M.                    | B.                    | M.      | B.      | M.    | B.    |
| 2015                  | Hoàng Anh Gia Lai     | V.League 1            | 18          | 1           | 2                     | 0                     | -       | -       | 20    | 1     |
| 2016                  | Incheon United (prêt) | K League Classic      | 1           | 0           | -                     | -                     | 4       | 0       | 5     | 0     |
| Total sur la carrière | Total sur la carrière | Total sur la carrière | 19          | 1           | 2                     | 0                     | 4       | 0       | 25    | 1     |